# Odontopera breviata
Odontopera breviata là một loài bướm đêm trong họ Geometridae.